# Майкъл Костерлиц
Джон Майкъл Костерлиц (на английски: John Michael Kosterlitz) е шотландско-американски физик.

## Биография
Роден е на 22 юни 1942 година в Абърдийн в семейството на биохимика Ханс Валтер Костерлиц, еврейски бежанец от Германия. Завършва Кеймбриджкия университет, след което защитава докторат в Оксфордския университет. От 1974 година работи в Бирмингамския университет, а от 1982 година – в Университета „Браун“. Приносите му са в областта на физиката на кондензираната материя.
През 2016 година Костерлиц получава Нобелова награда за физика, заедно с Дънкан Халдейн и Дейвид Таулес, „за теоретични открития на топологичните фазови преходи и топологичните фази на материята“.